# Arturo Segovia
Arturo Segovia   (Soledad, 26 d'octubre de 1941) fou un futbolista colombià de la dècada de 1970.
Fou 14 cops internacional amb la selecció de Colòmbia amb la qual jugà la Copa Amèrica de 1975.
Pel que fa a clubs, defensà els colors de Deportes Tolima, Junior de Barranquilla, América de Cali i Millonarios FC.